# Dornburg (Dornburg-Camburg)
Dornburg ist eine ehemalige Stadt im Norden des Saale-Holzland-Kreises und seit dem 1. Dezember 2008 ein Teil der Stadt Dornburg-Camburg; zuvor gehörte sie der Verwaltungsgemeinschaft Dornburg-Camburg an. Dornburg ist vor allem durch die drei Dornburger Schlösser bekannt geworden.

## Geografie

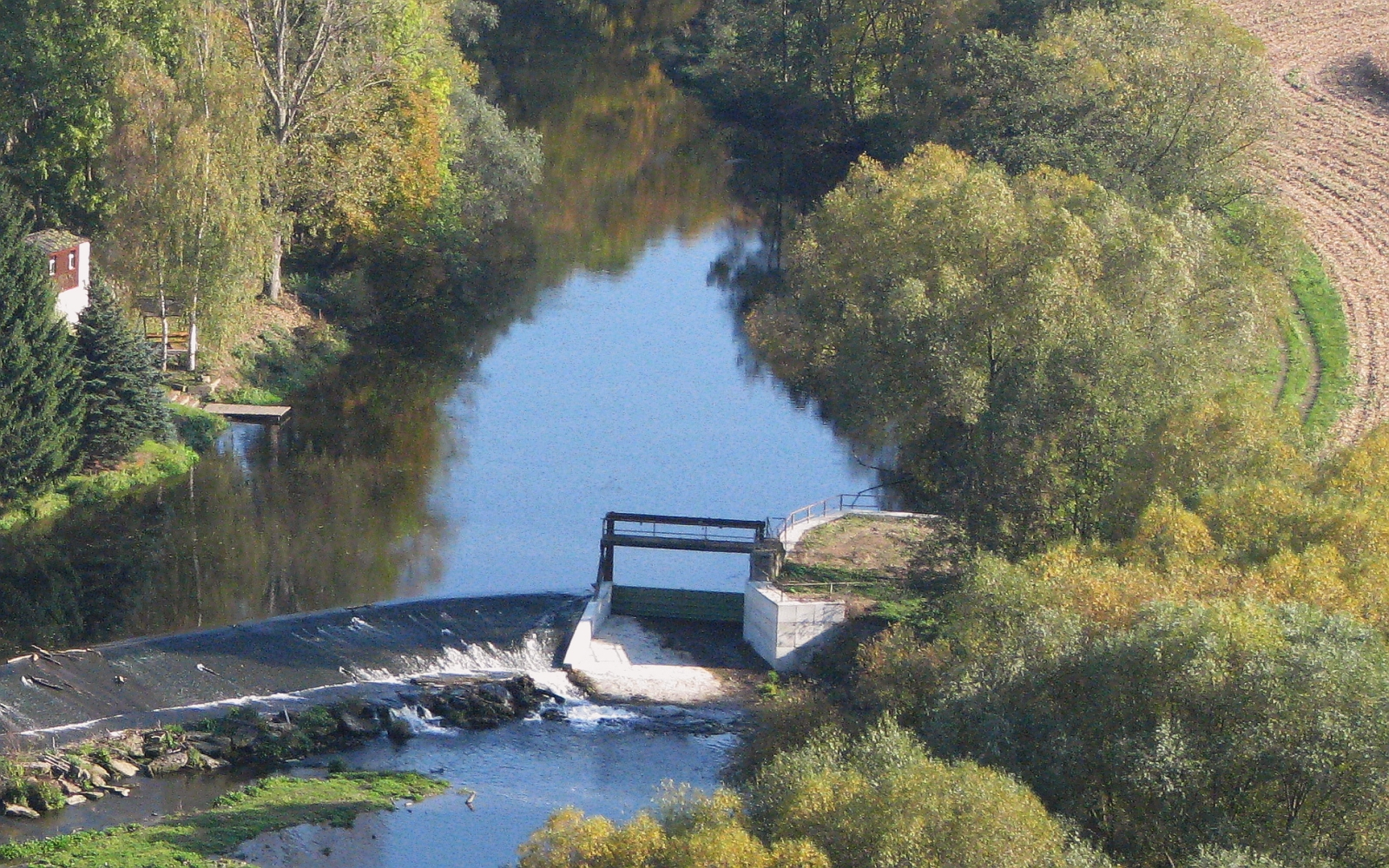
Wehr im Saaletal bei Dornburg

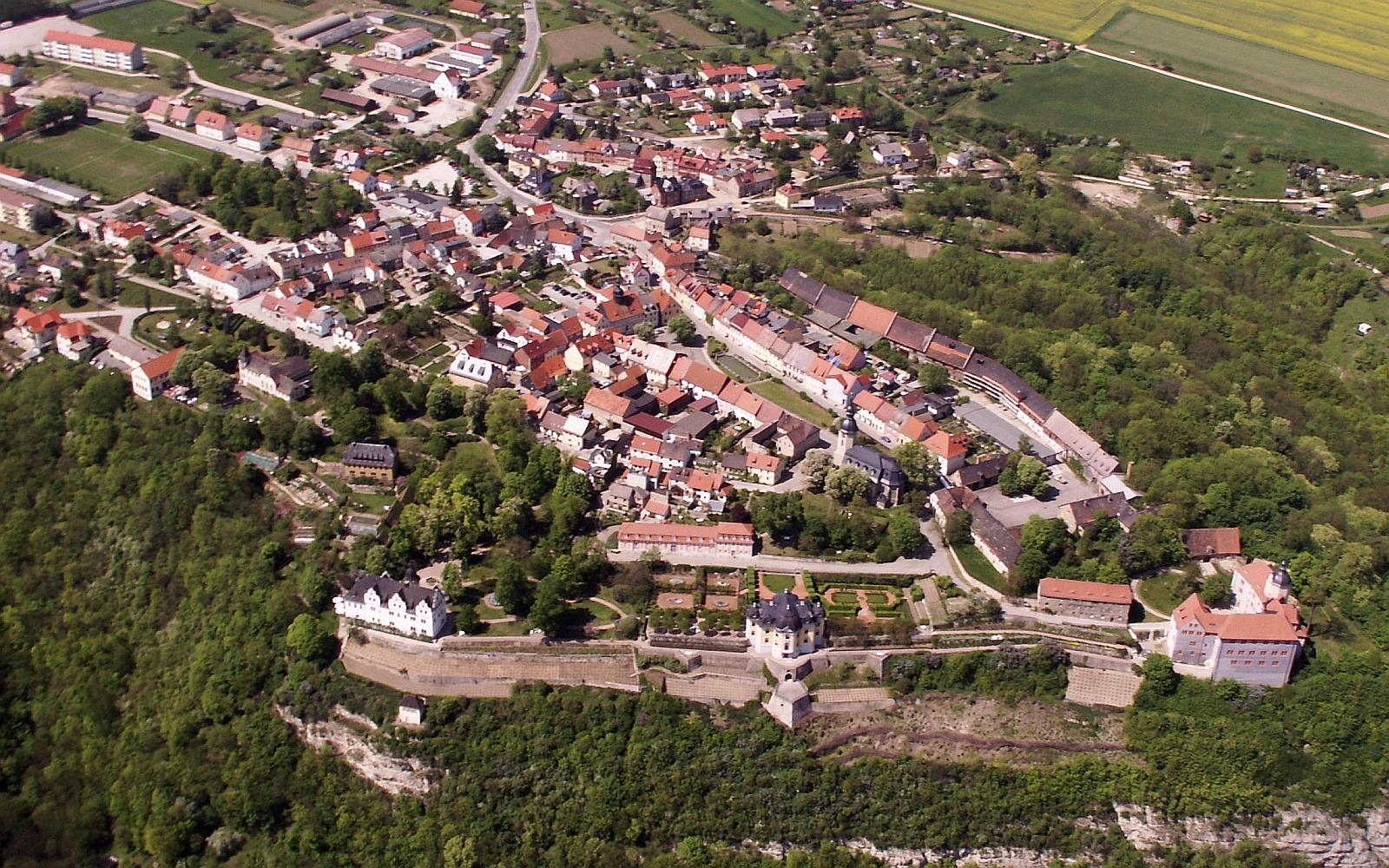
Luftbild Ostansicht von Dornburg

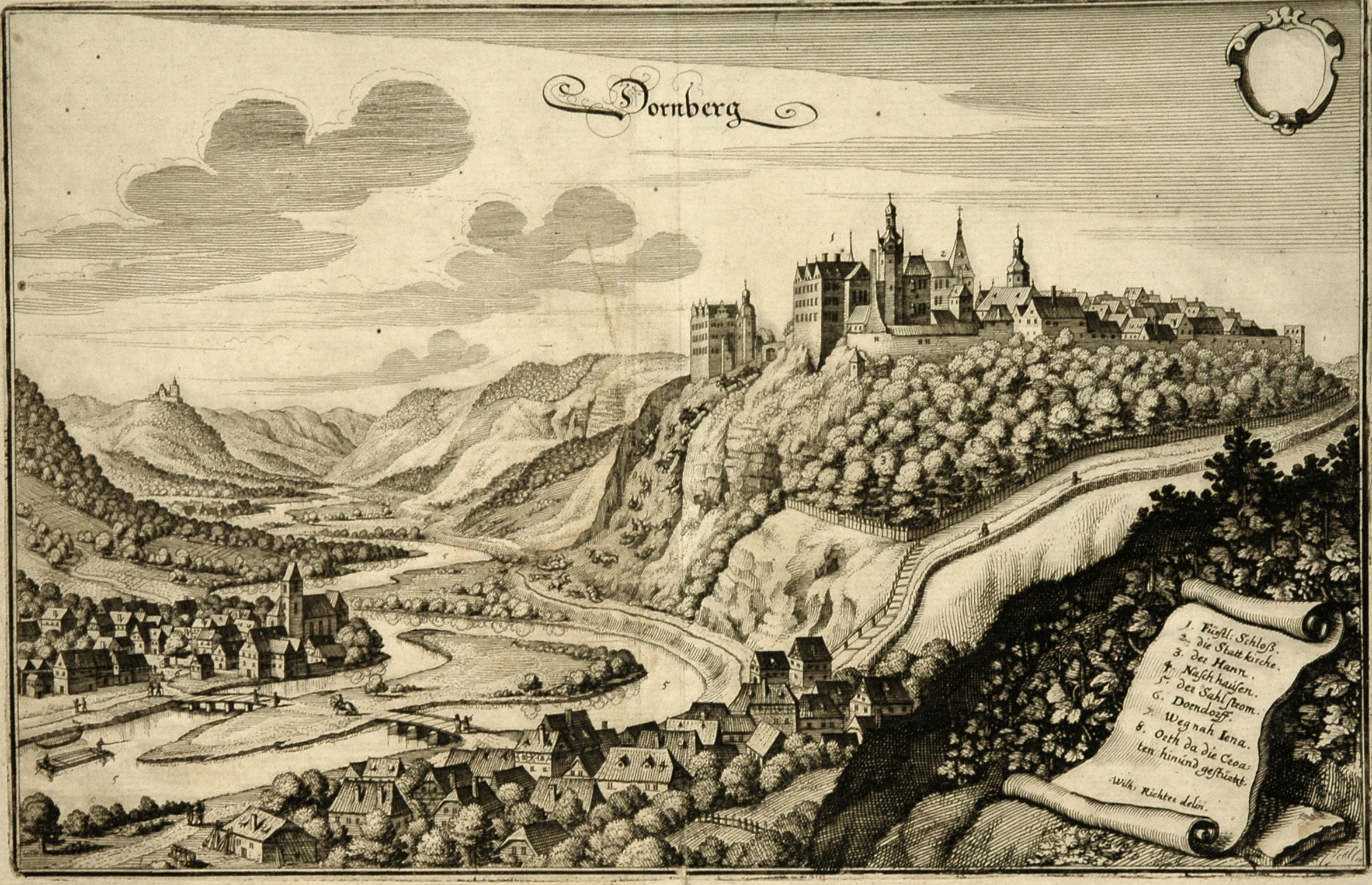

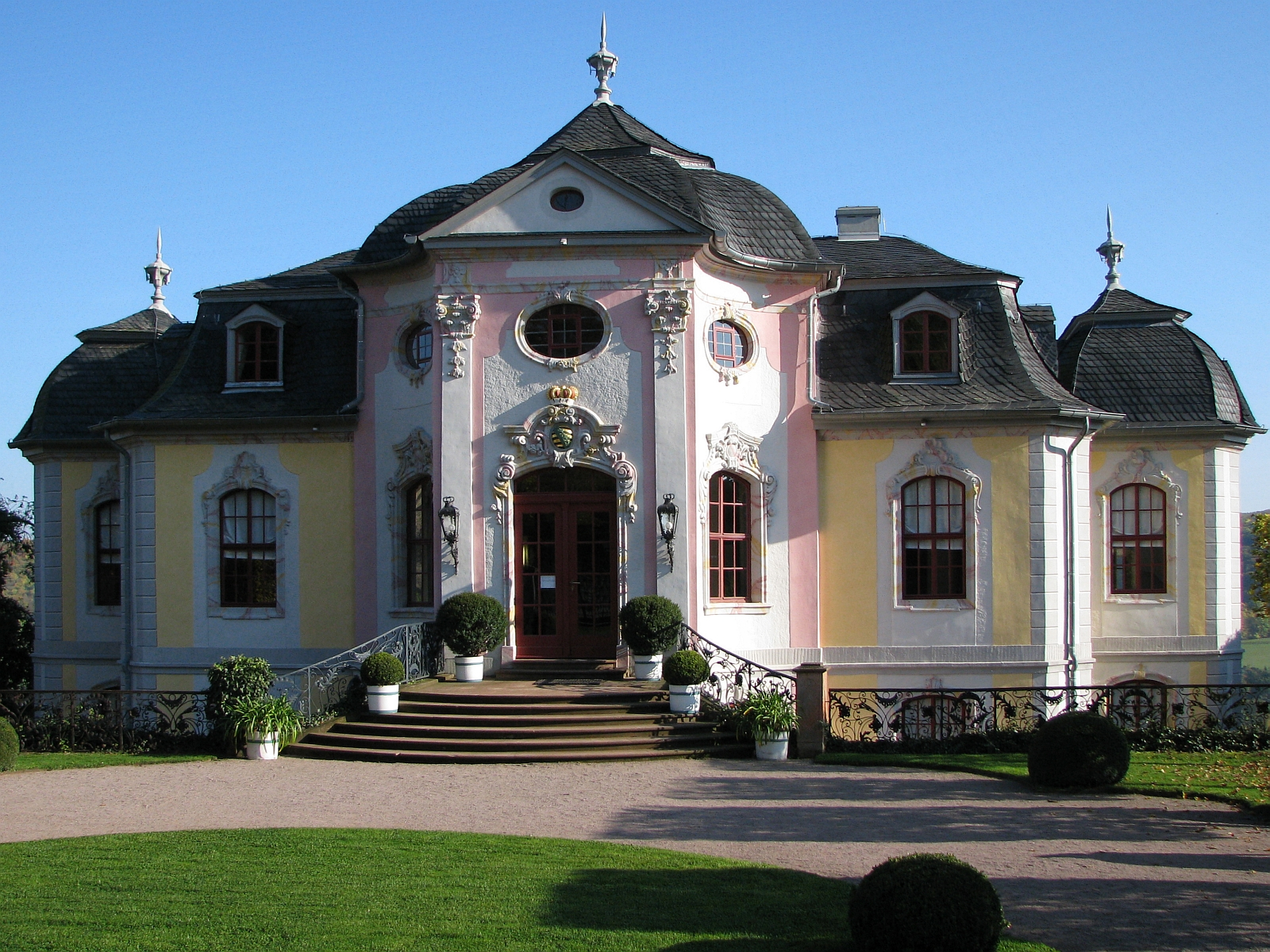
Stadtseite Rokokoschloss

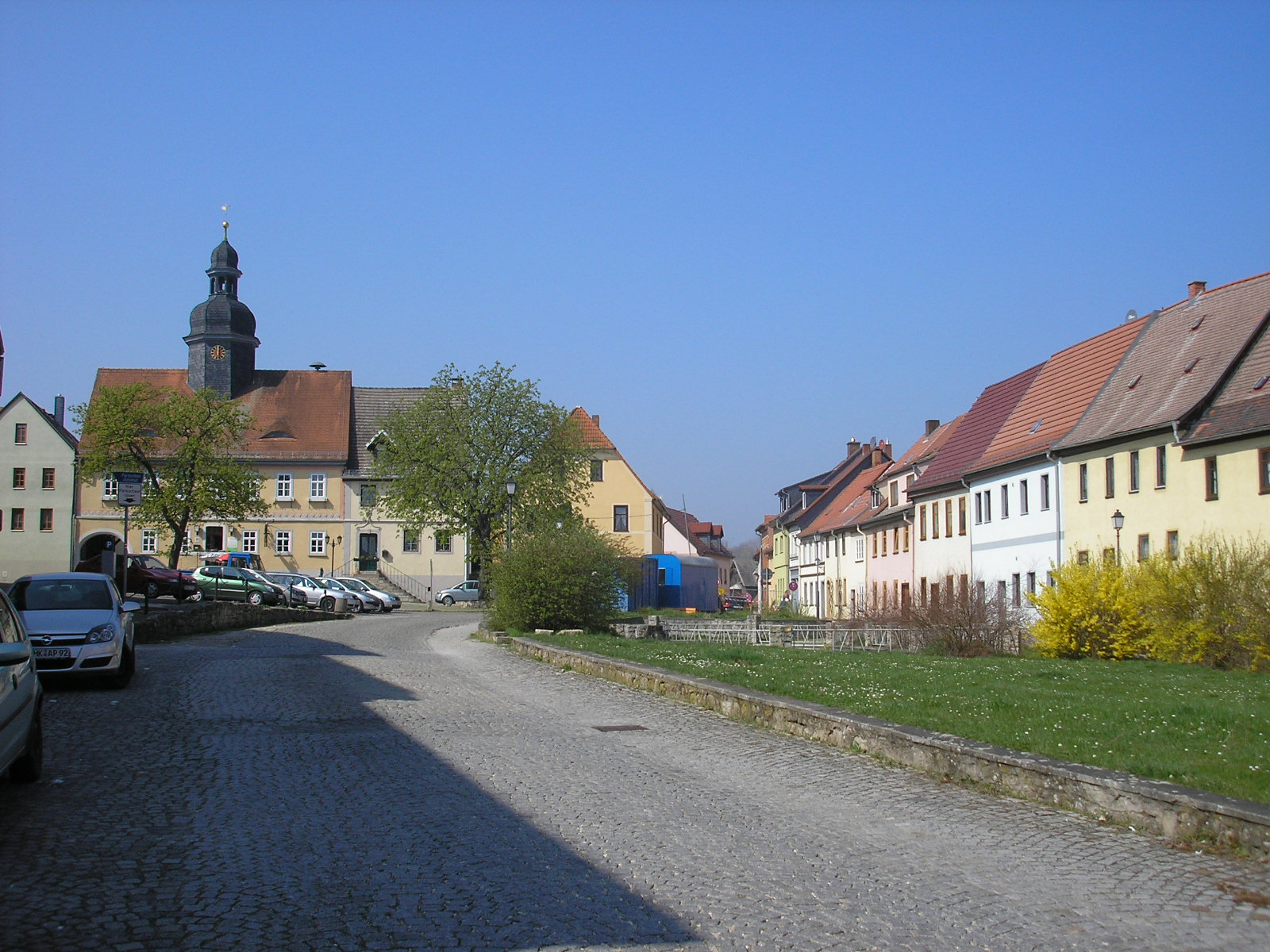
Marktplatz mit Rathaus

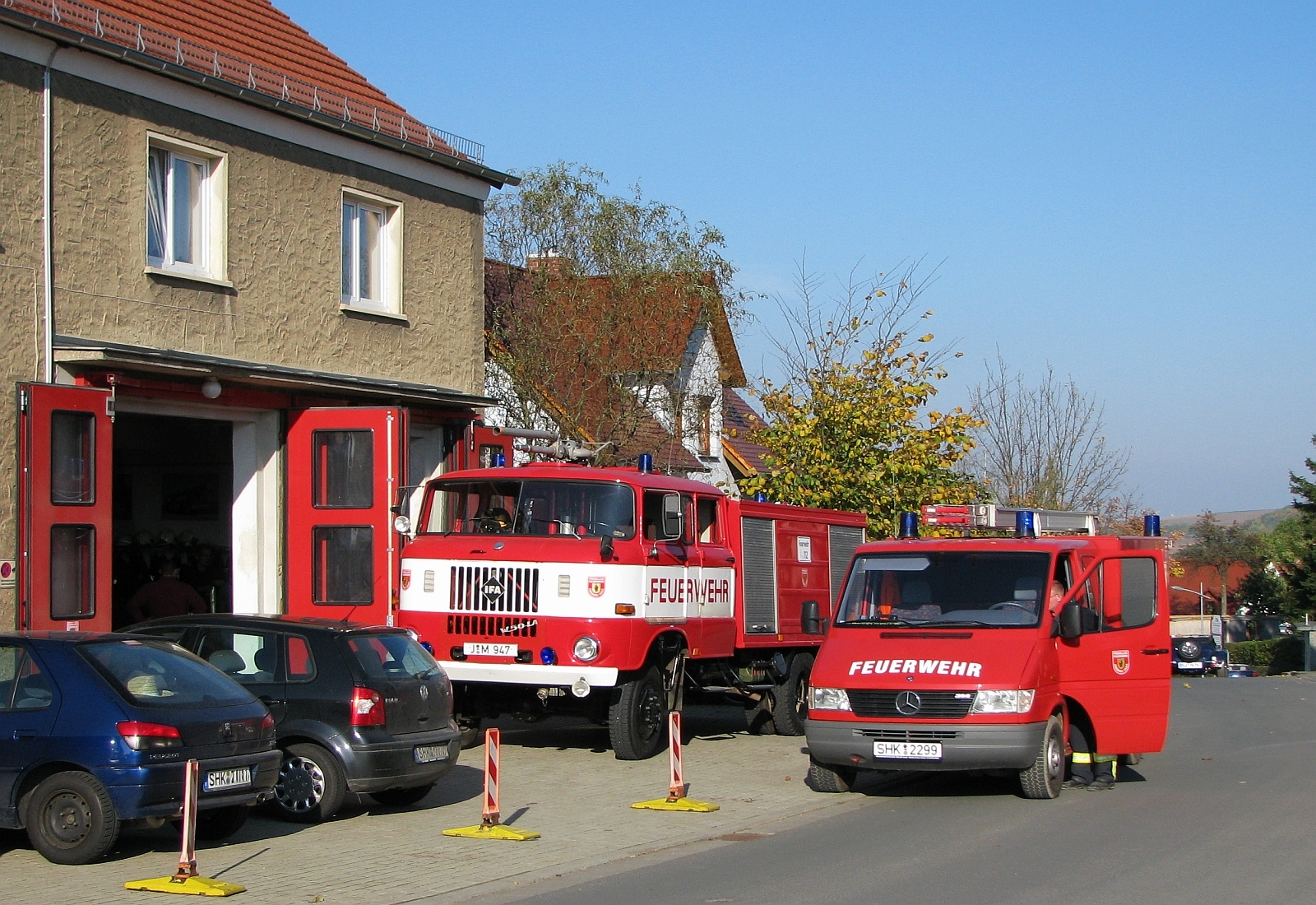
Freiwillige Feuerwehr Dornburg

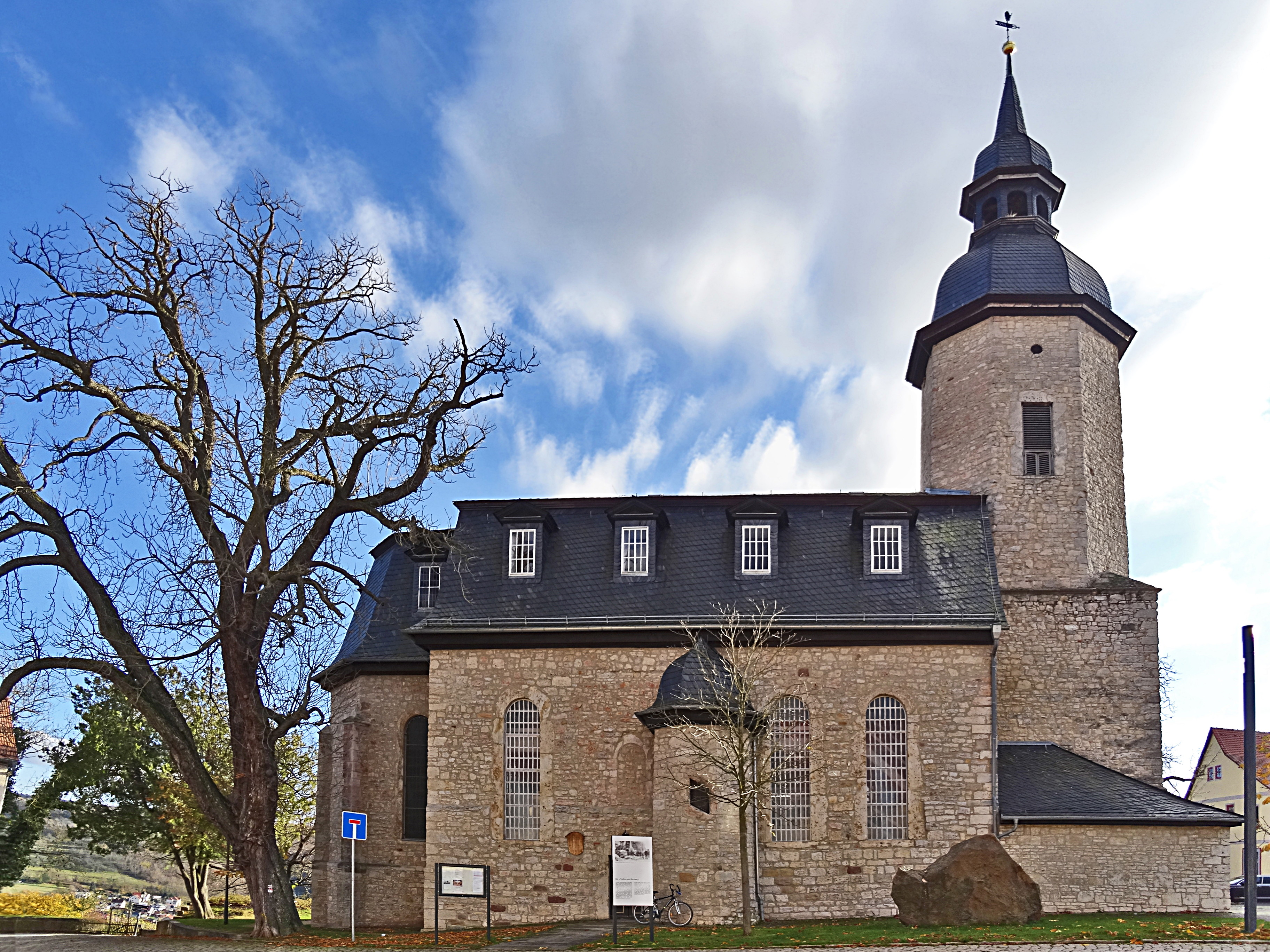
St.-Jacobi-Kirche

### Geografische Lage
Dornburg liegt im mittleren Saaletal zwischen den Städten Jena und Naumburg (Saale). Durch die Stadt verläuft die Landstraße 2303 von Apolda kommend und bindet Dornburg an die 1 km östlich im Saaletal verlaufende B 88 an. Die Stadt Jena liegt 10 km, Naumburg 20 km und Camburg als nächste saaleabwärts gelegene Stadt 6,5 km entfernt. Im Ortsteil Naschhausen liegt der Dornburger Bahnhof an der Saalbahn. Die nächste Autobahn bildet die A 9 im Osten.

### Landschaft
Dornburg befindet sich auf einem steilen Kalksteinfelsen, der nach Osten ins Saaletal und im Süden und Norden zu zwei kleinen Seitentälern abfällt. Auf den ebenen Flächen auf der Hochfläche sowie in der Saaleaue befinden sich Felder, an den Hängen und Felsen des Saaletals liegt wilder, waldartiger Bewuchs vor. Im Süden der Gemarkung liegt der Burgschädel, ein steiler Bergsporn, auf dem sich einst eine Burgstelle befand. Die höchsten Erhebungen liegen bei knapp über 300 m ü. NN auf dem Galgenberg und auf der Hochfläche bei Wilsdorf.

## Geschichte
Der Name der Stadt Dornburg leitet sich aus der wahrscheinlich im 9. Jahrhundert als karolingische Reichsburg entstandenen Dornburg ab. Ob die erste Burg erst im 10. Jh. errichtet wurde, ist bislang allerdings nicht bekannt. Voraussetzung für den Bau der Burg auf dem Plateau über der Saale war die strategisch günstige Lage an der Kreuzung bedeutender Handelswege, von denen einer die Saalefurt bei Hummelstedt durchschritt. Im Jahre 937 schenkte  König Otto I. auf Bitten seiner Mutter Mathilde alle Einkünfte von Dornburg und Kirchberg dem Nonnenstift zu Quedlinburg. Später überließ er seinem Hofkaplan Boso, dem späteren Bischof von Merseburg, das Einkommen von Dornburg und anderen Orten. Dornburg gehörte unter den sächsischen Kaisern zu den Städten mit einer Königspfalz und hatte ein Schloss, in dem die Kaiser seit 965 tagten und Versammlungen abhielten. Im Jahre 971 soll die Pfalz mit ihrer Kirche abgebrannt sein. Im 10. Jahrhundert geriet sie gemeinsam mit der Burg Kirchberg unter den Ottonen stärker in die Reichspolitik. Zahlreiche Besuche der Könige lassen auf eine geräumige Pfalz schließen. Nach dem Tode Ottos III. im Jahre 1002 hielt König Heinrich II. eine Reichsversammlung in Dornburg ab.
Mit dem Bau der Saalebrücke in Dorndorf verlor der Saaleübergang bei Hummelstedt seine Bedeutung, und der Ort wurde nach 1209 wüst. Funde bei im Jahr 2010 durchgeführten Ausgrabungen im Rahmen der Erschließung von Bauland auf dem Flurstück In der alten Stadt auf dem erweiterten Hochplateau legen die Vermutung nahe, dass sich die ursprüngliche Kaiserpfalz dort befand.
1081 erhielt der Graf Wiprecht von Groitzsch von Heinrich IV. Dornburg. Im Jahre 1287 wurde die Burg erstmals mit den Schenken von Vargula in Verbindung gebracht. Wann sie diese erwarben, ist unklar, könnte aber zeitgleich mit der Belehnung von Tautenburg erfolgt sein. Unter diesen kam es wahrscheinlich zur Verlegung der mittelalterlichen Siedlung einen halben Kilometer westlich der Burg, direkt an den Felssporn. Auch die Verleihung des Stadtrechtes fällt in die Zeit der Schenken, denn während des Thüringer Grafenkriegs 1343 wird sie erstmals beim Verkauf an die Schwarzburger und die von Orlamünde als Stadt mit Bürgern genannt. 1357 kam sie an die Wettiner, die kurze Zeit später ein Amt Dornburg schufen. Dieses Amt existierte bis ins 19. Jahrhundert fast unverändert. Die Wettiner verpfändeten die Burg in den Jahren nach 1357 des Öfteren, so dass ein häufiger Besitzerwechsel stattfand, u. a. im Jahre 1445 an Busso Vitzthum. 1485 fielen Burg und Stadt bei der wettinischen Teilung an die Albertiner, 1547 wurden beide nach der Wittenberger Kapitulation den Ernestinern übergeben. Bei der Erfurter Teilung 1572 kam sie an Sachsen-Weimar und bei dessen Teilung 1603 an Sachsen-Altenburg, 1673 an Sachsen-Jena, nach dessen Aussterben, 1690 an Sachsen-Weimar, welches 1741 mit Sachsen-Eisenach vereint wurde. Im Großherzogtum Sachsen-Weimar-Eisenach verblieben Stadt und Burg bis 1918, kamen dann in den neu gebildeten Freistaat Thüringen, ab 1945 Land Thüringen, ab 1952 zum Kreis Jena-Land im Bezirk Gera und nach 1990 wieder zum Freistaat Thüringen, und zwar im neu gebildeten Saale-Holzland-Kreis.
Am 1. Dezember 2008 wurde die Stadt Dornburg/Saale gemeinsam mit dem benachbarten Dorndorf-Steudnitz in die saaleabwärts gelegene Stadt Camburg eingemeindet, die daraufhin ihren Namen in Dornburg-Camburg änderte. Zuvor gehörten zur Stadt Dornburg neben dem Hauptort die Ortsteile Hirschroda und Wilsdorf. Bis in die 1930er Jahre gehörte Naschhausen ebenfalls zu Dornburg. Auf der Flur zwischen Dornburg, Hirschroda und Würchhausen befindet sich die Wüstung Bernsroda. Neben der Kernstadt mit etwa 700 Einwohnern leben in Hirschroda und Wilsdorf jeweils rund 100 Menschen.

## Politik

### Wappen
Blasonierung: „In Silber ein silberbärtiger, barfüßiger Mann in natürlichen Farben in ärmellosem, braunem togaähnlichen Pilgergewand und ebensolchem breitrandigen Pilgerhut, darauf eine silberne Muschel, unter dem rechten Arm einen braunen Brotlaib, mit der leicht ausgestreckten Linken auf einen braunen Pilgerstab gestützt.“

## Kultur und Sehenswürdigkeiten
Die bedeutendsten Sehenswürdigkeiten Dornburgs sind die drei Dornburger Schlösser. Sie stehen auf einem Muschelkalkfelsen, oberhalb des an der Saale gelegenen Ortes Dorndorf-Steudnitz.

### Weitere Sehenswürdigkeiten der Stadt
- die historische Keramische Werkstatt am Bauhaus Weimar, Außenstelle in Dornburg
- der historische Straßenmarkt
- die Pfarrkirche St. Jacobi mit Grundmauern aus dem 13. Jahrhundert (siehe auch unten)
- das Rathaus von 1728
- die alte Stadtmauer mit Haus auf der Mauer
- der Barockgarten am Rokokoschloss
- der englische Garten am Renaissanceschloss
- der Burgschädel und der Voigtstein, Aussichtspunkte südlich der Stadt
- der Schweigelberg nördlich der Stadt und der Wetthügel westlich der Stadt, auf dem man wertvolle Bronzegegenstände fand[5]
- Hügelgrab und Schautafeln zu Stein- und Bronzezeitlichen Funden auf dem „Galgenberg / In den Tännchen“
- Rundblick und Schautafel zur Wüstung Bernsroda nördlich des „Koppelgrabens“
- der Oldtimerhof Dornburg ist ein Automuseum mit einer großen Sammlung an Oldtimern der Marke Wartburg[6][7]

### Regelmäßige Veranstaltungen
- Dornburger Rosenfest, jährlich im Juni
- Dornburger Oldtimer-Treffen

## Verkehr
Der Bahnhof Dornburg (Saale) liegt an der Bahnstrecke Großheringen–Saalfeld. Und wird im Stundentakt von der RB 25 (Abellio Rail Mitteldeutschland) bedient.

## Öffentliche Einrichtungen
- Stadtverwaltung
- Kindergarten
- Freiwillige Feuerwehr
- Tagungsmöglichkeiten im Alten Schloss

## Kirche und Religion
In der Altstadt befindet sich die Pfarrkirche St. Jacobi, die dem heiligen Jakobus geweiht worden war. Die Kirche wird von der evangelisch-lutherischen Kirchengemeinde genutzt. Für Hochzeiten und Trauungen ist Dornburg mit der Pfarrkirche über regionale Grenzen hinaus bekannt. Bis zum Jahr 1539 war Dornburg römisch-katholisch. Nach dem Tode Herzog Georgs von Sachsen wurde auch hier die Reformation eingeführt. Eine erste Kirche im Zusammenhang mit Dornburg wurde im Jahr 976 erwähnt, wobei die 937 erwähnte Burg Dornburg mit Sicherheit zumindest eine Kapelle hatte.
Wann der erste Kirchenbau erfolgte, ist bislang umstritten und archäologisch nicht untersucht. Anzunehmen ist ein früher Kirchenbau im 13. Jahrhundert, der mit der Verlagerung der Siedlung an die hochmittelalterliche Feudalburg zusammenfiel. Die Errichtung der jetzigen Gebäude der St.-Jakobus-Kirche geht größtenteils auf das 15. Jh. zurück. Im Jahr 1598 kam es zu weitreichenden Neubauten; ein Brand zerstörte 1717 die Kirche. Das Mauerwerk scheint dies überstanden zu haben. Im Jahr darauf wurde mit dem Wiederaufbau begonnen. Man kann heute noch die Kante erkennen kann, ab der 1589 die Wände neu gesetzt wurden. 1820 erhielt die Kirche, eine Gerhardt-Orgel, die seit der Instandsetzung 1989 wieder bespielt wird. Die Kirche wird auch für Konzertveranstaltungen genutzt, es finden dort u. a. Kammerkonzerte statt. Die Kirchenbücher aus der Reformationszeit wurden beim Brand 1717 ebenfalls vernichtet.
Das Patrozinium St. Jakobus Major geht auf die katholische Zeit (vor 1539) zurück. Seit der Reformation führt die Kirche keinen Namen. Erst in den 30er Jahren des 20. Jh. wurde eine Benennung mit St. Jakobus Major konstruiert, wobei durch Hermann Stöbe erstmals auch ein historischer Beleg gefunden wurde. Neben dem Hauptaltar befanden sich bis ins 16. Jh. auch zwei Nebenaltäre in der Kirche, die dem Heiligen Kreuz und dem Heiligen Georg geweiht waren.
In der Burg gab es eine Kapelle, deren Patrozinium unbekannt ist. In der „Alten Stadt“, westlich der heutigen Ortslage, gab es nach Aussage der Erbzinsbücher des 16. Jahrhunderts eine weitere Kirche, die möglicherweise die Vorgängerkirche von St. Jakobus darstellte und evtl. eine Nachfolgerin der Pfalzkirche war.

## Persönlichkeiten

### Söhne und Töchter des Ortes
- Max Krehan (1875–1925), Keramiker, führte eine Töpferwerkstatt in Dornburg und war Werkmeister an der keramischen Abteilung des Bauhauses Weimar
- Thomas Kretschmer (* 1955), Bürgerrechtler und Bildhauer

### Personen mit Bezug zum Ort
- Esiko von Merseburg († 1004), behauptete Dornburg gegenüber Markgraf Ekkehard I.
- Hans Friedrich von Drachsdorf (1564–1629), Amtshauptmann in Dornburg und Camburg
- Wolfgang Zetzsching, Sohn des Beraters des Kurfürsten Johann Friedrichs des Großmütigen, erbaute das südliche der drei Dornburger Schlösser im heute noch bestehenden Stil. Ihm wird das Schmuckportal am Renaissanceschloss zugeschrieben.
- Johann Reichard, Landrentmeister des Herzogtums Altenburg, baute nach dem Dreißigjährigen Krieg die Amtsverwaltung in Dornburg neu auf. Sein Schaffen wurde durch Pfarrer Frenkel im Roman Der Dachdecker von Dornburg prosaisch festgehalten.
- Johann Paul Hebenstreit (1664–1718), Superintendent von Dornburg von 1705 bis 1718
- Johann Samuel Schröter (1735–1808), Rektor der Dornburger Schule, veröffentlichte eine Vielzahl von Schriften, so u. a. auch die älteste erhaltene Chronik der Stadt, welche eine Vielzahl von Details zur Dornburger Geschichte aus heute nicht mehr existierenden Quellen überliefert.
- Johann Wolfgang von Goethe (1749–1832), weilte mehrmals im heutigen „Goethe-Schloss“
- Carl August Christian Sckell, Spross einer Hofgärtnerfamilie, Gartenarchitekt zur Zeit Goethes, schuf das bis heute bestehende Ensemble der Schlossgärten. Durch ihn sind viele Details zum Aufenthalt Goethes in Dornburg überliefert.
- Sophie Mereau (1770–1806), Schriftstellerin, verbrachte den Sommer 1799 in Dornburg und verewigte die Stadt in dem Gedicht Abschied an Dornburg.
- Frieda Freiin von Bülow (1857–1909), Schriftstellerin, starb hier
- Sophie Hoechstetter (1873–1943), Schriftstellerin, lebte längere Zeit in Dornburg
- Hugo Preller (1886–1968), Historiker, verbrachte seine letzte Lebenszeit in Dornburg, wo er auch starb.
- Gerhard Marcks (1889–1981), Bildhauer, leitete ab 1920 die Bauhaus-Töpferei in Dornburg
- Otto Lindig (1895–1966), Keramiker
- Heiner-Hans Körting (1911–1991), Keramiker

- Gerda Körting (1911–2000), Keramikerin
- Elisabeth Körting (1926–2009), Keramikerin
- Andreas Arnstedt (* 1969), Schauspieler